# Eupyra imperialis
Eupyra imperialis là một loài bướm đêm thuộc phân họ Arctiinae, họ Erebidae.